# Ангерн
Ангерн (нем. Angern) — община в Германии, в земле Саксония-Анхальт.
Входит в состав района Оре. Подчиняется управлению Зюдлихе Альтмарк/Эльбе.  Население составляет 2112 человек (на 31 декабря 2010 года). Занимает площадь 25,81 км².